# ساعة ونص (فلم)
ساعة ونص فيلم دراما مصري من إنتاج سنة 2012. من إخراج وائل إحسان، وتأليف أحمد عبد الله، وإنتاج أحمد السبكي، وشارك في الفيلم حشد من نجوم الفن بأجيال مختلفة، حيث يعد أحد أبرز الأعمال التي أهملت البطولات الفردية.
وأحداث الفيلم مستوحاة من حادث قطار العياط في فبراير من العام 2002.

## قصة الفيلم
تدور أحداث الفيلم حول حادث قطار في مصر. يرصد الفيلم معاناة المصريين ومشاكلهم في عهد حسني مبارك، من خلال قصص وحكايات مختلفة لركاب القطار المتجه إلى الصعيد، والتي تخبطت ما بين الفقر والمرض، والبطالة ومعاناة الهجرة خارج البلاد، إلى أن يقع حادث أليم يفوق عليه الجميع من غيبوبة دامية. وقد لقي الفيلم نجاحاً شديداً خاصة أنه تم تصويره في ظروف وإضطرابات الثورة المصرية.

## طاقم التمثيل
- سمية الخشاب بدور صفية[4]
- سوسن بدر بدور والدة أيتن عامر
- محمد الصاوي بدور عفيفي[5]
- إياد نصار بدور عز البيومي بياع الكتب
- ماجد الكدواني بدور عسكرى ترحيلات
- أحمد الفيشاوي بدور عادل
- فتحي عبد الوهاب بدور عبد العزيز زوج سناء
- يسرا اللوزي بدور د. سناء
- كريمة مختار بدور أم عبده
- حمدي هيكل بدور مخبر
- شهيرة سعد بدور زوجة عز
- عفاف مصطفى بدور حماة عز
- محمد إمام بدور صبري
- أحمد فلوكس بدور فريد صديق صبري
- أحمد الحلواني بدور سائق تاكسي
- محمود البزاوي  بدور  ملاك عادل صديق محمد عبد المنعم
- محمد عبد المنعم  بشخصيته الاصليه
- هالة فاخر بدور عايدة أم حمدي
- ناهد السباعي بدور منى أبنة إبراهيم
- أحمد عبد العزيز بدور حمدي
- يارا جبران بدور صديقة منى
- محمد فريد بدور إبراهيم محصل
- عمر مصطفى متولي بدور عرفة
- أيتن عامر بدور ابنة سوسن بدر
- أحمد بدير بدور مسعود زوج صفية
- محمود الجندي بدور بهنسي والد عزت
- أحلام الجريتلي بدور زوجة بهنسي
- طارق عبد العزيز بدور شكري
- محمد رمضان بدور صلاح
- كريم محمود عبد العزيز بدور عزت صديق صلاح
- أحمد السعدني بدور البياع والد علي
- مامادو بدور علي
- أحمد عزمي بدور صديق عبد الله
- رجاء الجداوي بدور أم عادل
- أميرة هاني بدور أخت عادل
- سعد الصغير بدور سائق تاكسي
- أحمد عتريس
- إيمن عبد العظيم

## وصلات خارجية
- مقالات تستعمل روابط فنية بلا صلة مع ويكي بيانات
- فيلم ساعة ونص على موقع قاعدة بيانات الأفلام العربية
- فيلم ساعة ونص على موقع IMDb (بالإنجليزية)